# Lézardrieux
Lézardrieux [lezaʁdʁijø] (en breton : Lezardrev) est une commune française située dans le département des Côtes-d'Armor, en région Bretagne.

## Géographie

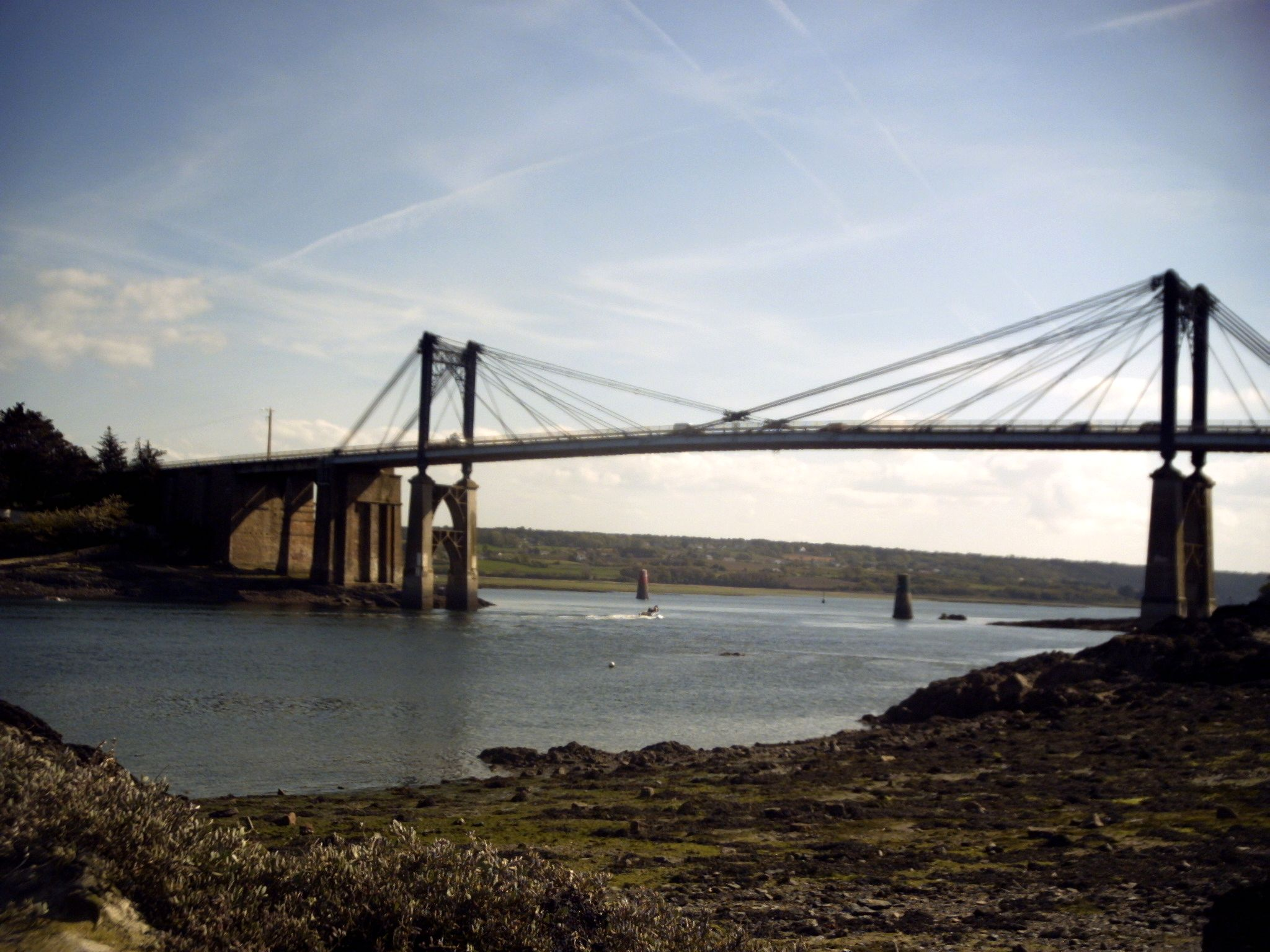
Le pont de Lézardrieux à basse mer.

Lézardrieux se situe au nord des Côtes-d'Armor dans la presqu'île sauvage du Trégor. La ville est nichée au bord l'estuaire du Trieux, sur la rive gauche, et à quelques kilomètres seulement du lieu où il se jette dans la Manche. C'est à Lézardrieux que se situe, depuis 1840, le seul pont traversant le Trieux sur plusieurs dizaines de kilomètres. En effet, avant, pour pouvoir franchir le fleuve, il fallait aller jusqu'à Pontrieux à 15 kilomètres à l'intérieur des terres. Cela fait donc de Lézardrieux un point de passage important pour le trafic routier de la région. De même la commune présente l'atout non négligeable de posséder le seul port en eau de la région, protégé des vents et des tempêtes étant donné qu'il se trouve dans le bassin fluvial du Trieux et néanmoins à peu de kilomètres de la mer (et notamment de l'archipel de Bréhat et de l'estuaire sauvage du Trieux).
Les côtes de Lézardrieux développent une multitude d'îles ou îlots, le plus grand étant l'île à Bois (15 ha) qui fut un poste allemand avancé pendant la Seconde Guerre mondiale (jusqu'en 1943) au large de Kermouster. De nombreux vestiges de cette occupation (blockhaus) sont encore visibles. L'île est une propriété privée.

### Communes limitrophes
| Pleumeur-Gautier | Lanmodez ~ (Manche) | (Manche)                   |
| Pleumeur-Gautier | Lézardrieux         | (Ploubazlanec)☀ (Paimpol)☀ |
| Pleumeur-Gautier | Pleudaniel          | (Paimpol)☀                 |

☀ La commune est bordée du nord-est au sud-est par l'estuaire du Trieux, avec Paimpol et Ploubazlanec de l'autre côté de l'estuaire. Or cet estuaire qui les sépare est considéré comme un bras de mer et donc "hors territoire" à proprement parler ; Paimpol et Ploubazlanec ne sont donc pas contigües à Lézardrieux. Techniquement, l'estuaire du Trieux commence vers le moulin à marée près de Porz Lec'h sur Pleudaniel, avec en face Toull ar Huiled sur Plourivo.

### Hydrographie
Pour un article plus général, voir Réseau hydrographique des Côtes-d'Armor.
La commune est située dans le bassin Loire-Bretagne. Elle est drainée par le Bouillenou,.

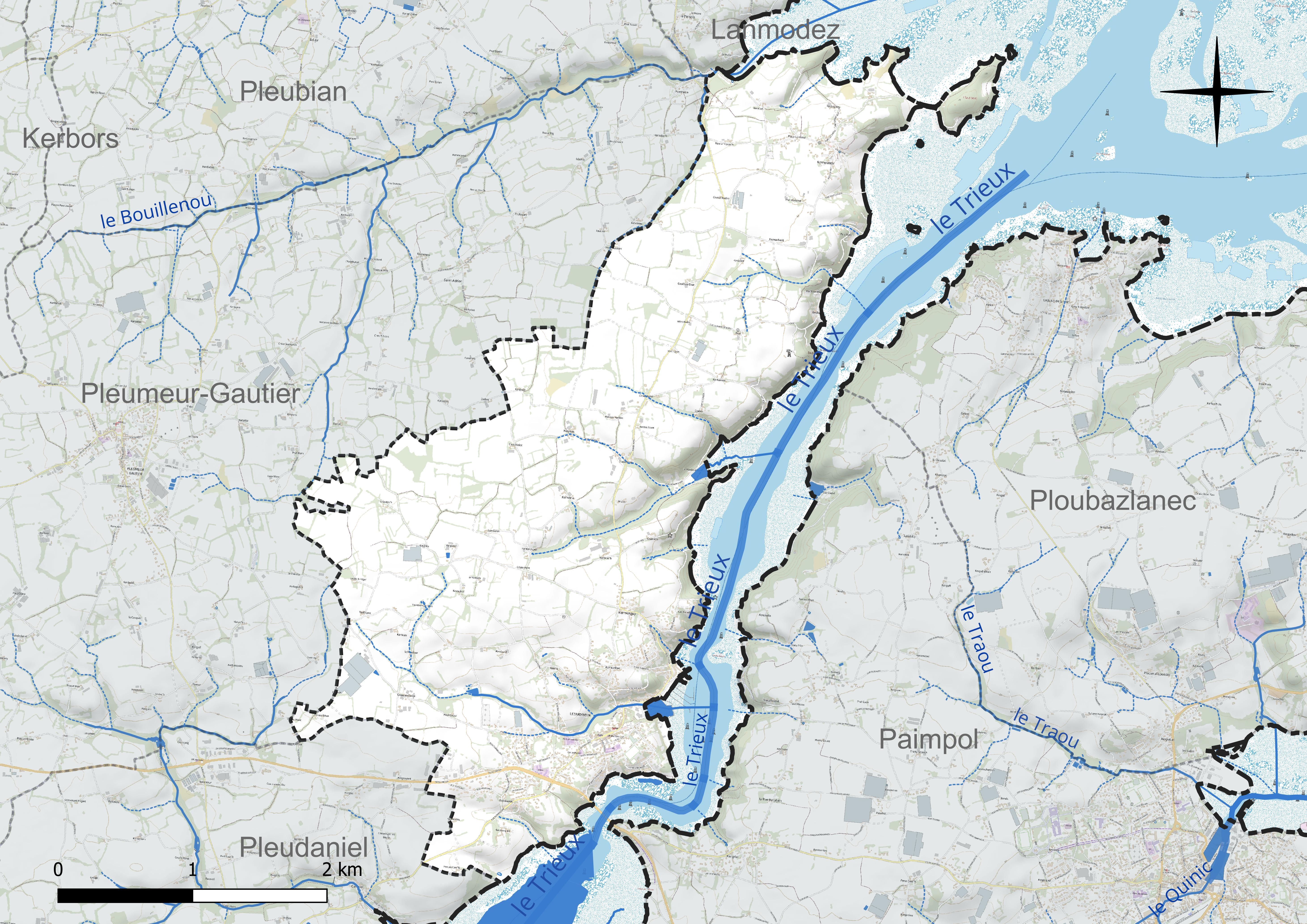
Réseau hydrographique de Lézardrieux.

### Climat
Pour des articles plus généraux, voir Climat de la Bretagne et Climat des Côtes-d'Armor.
En 2010, le climat de la commune est de type climat océanique franc, selon une étude du CNRS s'appuyant sur une série de données couvrant la période 1971-2000. En 2020, Météo-France publie une typologie des climats de la France métropolitaine dans laquelle la commune est exposée à un climat océanique et est dans la région climatique  Finistère nord, caractérisée par une pluviométrie élevée, des températures douces en hiver (6 °C), fraîches en été et des vents forts. Parallèlement l'observatoire de l'environnement en Bretagne publie en 2020 un zonage climatique de la région Bretagne, s'appuyant sur des données de Météo-France de 2009. La commune est, selon ce zonage, dans la zone « Littoral », exposée à un climat venté, avec des étés frais mais doux en hiver et des pluies moyennes.
Pour la période 1971-2000, la température annuelle moyenne est de 11,3 °C, avec  une amplitude thermique annuelle de 9,9 °C. Le cumul annuel moyen de précipitations est de 724 mm, avec 13,5 jours de précipitations en janvier et 6,6 jours en juillet. Pour la période 1991-2020, la température moyenne annuelle observée sur la station météorologique la plus proche, située sur la commune d'Île-de-Bréhat à 10 km à vol d'oiseau, est de 12,5 °C et le cumul annuel moyen de précipitations est de 760,5 mm,. Pour l'avenir, les paramètres climatiques de la commune estimés pour 2050 selon différents scénarios d’émission de gaz à effet de serre sont consultables sur un site dédié publié par Météo-France en novembre 2022.

## Urbanisme

### Typologie
Au 1er janvier 2024, Lézardrieux est catégorisée bourg rural, selon la nouvelle grille communale de densité à 7 niveaux définie par l'Insee en 2022.
Elle appartient à l'unité urbaine de Paimpol, une agglomération intra-départementale dont elle est une commune de la banlieue,. Par ailleurs la commune fait partie de l'aire d'attraction de Paimpol, dont elle est une commune de la couronne,. Cette aire, qui regroupe 13 communes, est catégorisée dans les aires de moins de 50 000 habitants,.
La commune, bordée par la Manche, est également une commune littorale au sens de la loi du 3 janvier 1986, dite loi littoral. Des dispositions spécifiques d’urbanisme s’y appliquent dès lors afin de préserver les espaces naturels, les sites, les paysages et l’équilibre écologique du littoral, tel le principe d'inconstructibilité, en dehors des espaces urbanisés, sur la bande littorale des 100 mètres, ou plus si le plan local d’urbanisme le prévoit.

### Occupation des sols
L'occupation des sols de la commune, telle qu'elle ressort de la base de données européenne d’occupation biophysique des sols Corine Land Cover (CLC), est marquée par l'importance des territoires agricoles (82,4 % en 2018), en diminution par rapport à 1990 (83,6 %). La répartition détaillée en 2018 est la suivante : 
terres arables (45,8 %), zones agricoles hétérogènes (34,2 %), zones urbanisées (10,3 %), forêts (5,4 %), prairies (2,4 %), eaux maritimes (1,1 %), zones humides côtières (0,8 %). L'évolution de l’occupation des sols de la commune et de ses infrastructures peut être observée sur les différentes représentations cartographiques du territoire : la carte de Cassini (XVIIIe siècle), la carte d'état-major (1820-1866) et les cartes ou photos aériennes de l'IGN pour la période actuelle (1950 à aujourd'hui).

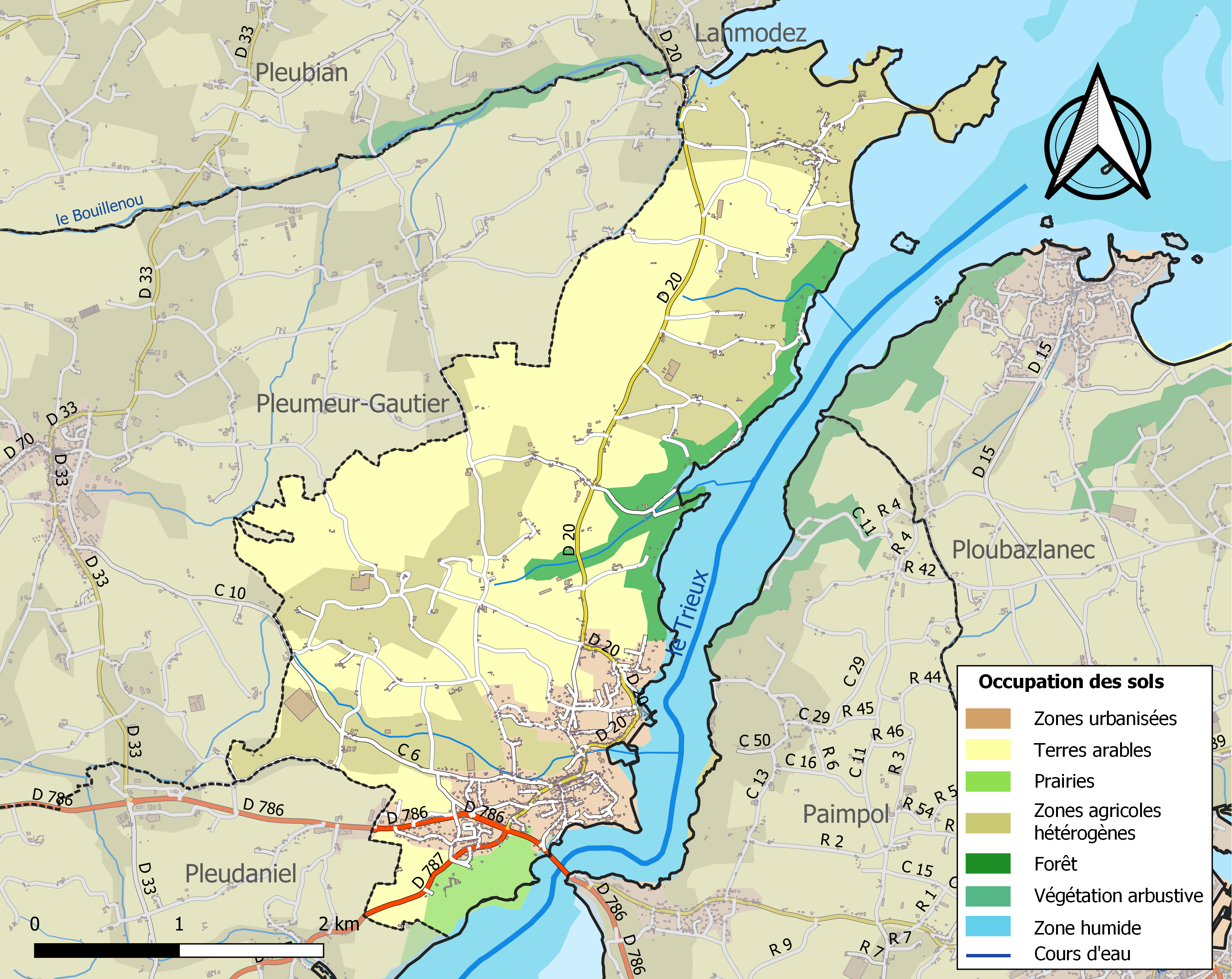
Carte des infrastructures et de l'occupation des sols de la commune en 2018 (CLC).

## Toponymie
Le nom de la localité est attesté sous les formes Leshardre au XIIIe siècle, Lasasdeau et Lesasdreau en 1330, Lezardreu vers 1330, Lesardre en 1339 et en 1484, Lezhardre en 1494 et en 1582, Leshardrieu au XVe siècle, Leshouardieu en 1516, Leshardrieuc au XVIe siècle, Lesardray au XVIe siècle, Lezar- Trew en 1636, Lasaldrieu en 1654, Leshardrieuc en 1678, Lesardrieu dès 1676 et Leshardrieux au XVIIIe siècle. Lézardrieux apparaît dès 1783.
Lézardrieux vient de l'ancien breton lez ar Dréo ou Drew qui signifie « près du Trieux » ou de les signifiant « château » ou « cour », ar signifiant « près de » et du nom de la rivière.

## Héraldique
| Blason | Blasonnement : Fascé d'argent et de sable de six pièces, la pièce du chef chargée de trois molettes aussi de sable. |

## Histoire

### LeXIXesiècle

#### Le franchissement de l'estuaire du Trieux
L'histoire de la construction du pont de Lézardrieux est un événement important de l'histoire de Lézardrieux; il fut ouvert à la circulation le 10 juin 1840. Auparavant il fallait faire le détour par Pontrieux ou emprunter un bac pour passer d'une rive à l'autre de la ria du Trieux.

#### La récolte du goémon
La coupe du goémon, dénommée le berce, était parfois une véritable fête, comme l'illustre ce témoignage en rivière de Lézardrieux :

« Quelle fièvre dans cette foule de coupeurs de varech ! Un rocher plus riche que les autres est en quelque sorte pris d'assaut avant que la mer ne l'ait abandonné. Peu importe le sexe, l'âge, tous participent à cette immense razzia. Il n'est pas jusqu'au dernier marmot qui, tout fier de sa petite faucille, ne croie puissamment concourir à ce grand travail en tranchant ses une ou deux touffes de goémon. Pendant que les uns coupent, d'autres rassemblent en tas la récolte et la transportent au moyen de civières, soit à leurs embarcations, soit à des charrettes dont le robuste attelage se compose de 4 à 5 chevaux. Rien de splendide comme un de ces lourds véhicules ployant sous le poids d'une montagne toute ruisselante de plantes marines, d'algues balayant la grève de leurs larges feuilles semblables à de transparentes écharpes aux couleurs de bronze florentin. Impatient de ramener à la ferme son trésor humide, exhalant encore les senteurs de la mer, l'attelage lui-même s'anime, surexcité par le bourdonnement, par les cris de la fourmilière humaine qui l'entoure, et secoue joyeusement ses colliers garnis de grelots tapageurs, ses harnais garnis de houppes multicolores. L'heure avance, la marée monte. On se dépêche, on se presse : le flot n'attend pas. Gare aux traînards ! Le courant arrive, foudroyant, rapide : malheur aux pauvres gens qui, n'ayant ni bateaux, ni voitures, ont trop vite ou mal assemblé avec de faibles amarrages, en une meule flottante, le produit de leur labeur ; en un instant, sa dispersion est complète. Adieu la prospérité future de leur petit coin de terre. Heureux encore ceux qui, dans cette circonstance, hélas assez fréquente sur nos grèves, ne payent pas de leurs jours leur imprudence. »

### LeXXesiècle

#### La Première Guerre mondiale
Le monument aux morts de Lézardrieux porte les noms de 59 soldats morts pour la Patrie pendant la Première Guerre mondiale.

#### La Seconde Guerre mondiale
Le monument aux morts de Lézardrieux porte les noms de 37 personnes mortes pour la France durant la Seconde Guerre mondiale.
Louis Bodeur, né à Lézardrieux, marin de commerce, s'est engagé dans les FTP en février 1944. Arrêté le 27 avril 1944 pour détention illicite d'armes, il fut condamné à la peine de mort et fusillé le 23 juin 1944, bien qu'étant sur un brancard ; il avait 34 ans.

#### L'après Seconde Guerre mondiale
Un soldat originaire de Lézardrieux est mort pour la France pendant la Guerre d'Algérie.

## Politique et administration

### Jumelages
- Morangis (France)

## Population et société

### Démographie
L'évolution du nombre d'habitants est connue à travers les recensements de la population effectués dans la commune depuis 1793. Pour les communes de moins de 10 000 habitants, une enquête de recensement portant sur toute la population est réalisée tous les cinq ans, les populations de référence des années intermédiaires étant quant à elles estimées par interpolation ou extrapolation. Pour la commune, le premier recensement exhaustif entrant dans le cadre du nouveau dispositif a été réalisé en 2006.

En 2022, la commune comptait 1 632 habitants, en évolution de +11,1 % par rapport à 2016 (Côtes-d'Armor : +1,78 %, France hors Mayotte : +2,11 %).
| 1793  | 1800  | 1806  | 1821  | 1831  | 1836  | 1841  | 1846  | 1851  |
| ----- | ----- | ----- | ----- | ----- | ----- | ----- | ----- | ----- |
| 2 231 | 1 763 | 1 859 | 1 975 | 2 192 | 2 128 | 2 134 | 2 245 | 2 208 |

| 1856  | 1861  | 1866  | 1872  | 1876  | 1881  | 1886  | 1891  | 1896  |
| ----- | ----- | ----- | ----- | ----- | ----- | ----- | ----- | ----- |
| 2 209 | 2 238 | 2 261 | 2 051 | 2 046 | 2 057 | 1 991 | 2 059 | 2 100 |

| 1901  | 1906  | 1911  | 1921  | 1926  | 1931  | 1936  | 1946  | 1954  |
| ----- | ----- | ----- | ----- | ----- | ----- | ----- | ----- | ----- |
| 2 188 | 2 386 | 2 265 | 1 940 | 1 948 | 1 966 | 1 780 | 1 757 | 1 933 |

| 1962  | 1968  | 1975  | 1982  | 1990  | 1999  | 2006  | 2011  | 2016  |
| ----- | ----- | ----- | ----- | ----- | ----- | ----- | ----- | ----- |
| 2 014 | 1 842 | 1 834 | 1 859 | 1 707 | 1 629 | 1 577 | 1 591 | 1 469 |

| 2021  | 2022  | - | - | - | - | - | - | - |
| ----- | ----- | - | - | - | - | - | - | - |
| 1 582 | 1 632 | - | - | - | - | - | - | - |

### Enseignement
Lézardrieux est située dans l'académie de Rennes.

#### Établissements publics
La commune compte une école élémentaire, l'école élémentaire Paul Le Flem.

## Équipements

### Sport
La commune possède un terrain de tennis et un gymnase.

### Salle communale
La commune possède une salle communale, la salle Georges-Brassens.

## Économie

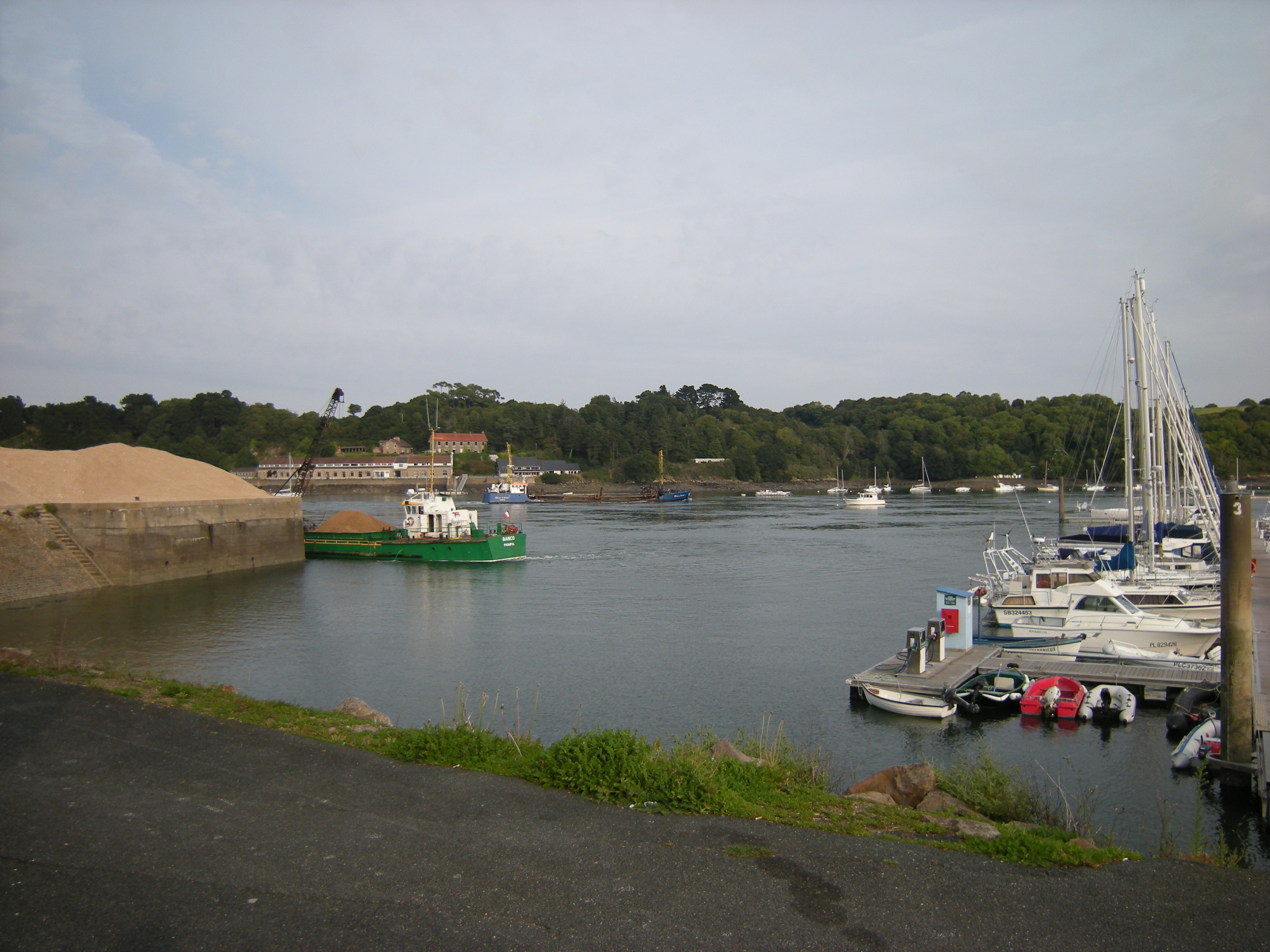
Deux sabliers devant le port de Lézardrieux à mi-marée montante. Le Banco (en vert) manœuvre pour se mettre à quai, contre le courant, et y décharger son maërl. Le Côtes-d'Armor (en arrière-plan, en bleu) remonte vers Pontrieux avec le flot pour y arriver avant la pleine mer.

### Port
La ville possède un petit port de commerce situé sur la rive gauche du Trieux et administré par la CCI des Côtes-d'Armor. Il s'y décharge annuellement 25 000 tonnes de produits d'extraction marine (sable et maërl). En amont de ce port, se trouvent les installations du port de plaisance. Composé d'un bassin à flot et d'un bassin en eau profonde, l'ensemble offre une capacité de 500 places.

### Emploi
Le taux de chômage, en 2010, pour la commune s'élève à 10,9 %, un chiffre supérieur à la moyenne nationale (9,08 %).

## Lieux et monuments
- L'église paroissiale Saint-Jean-Baptiste (de la fin du XVIe siècle) avec son clocher-mur.
- La place de l'église et son alignement de maisons typiques en granite rose.
- La « tête » sculptée du phare des Triagoz datant du XIXe siècle avec sa lentille Fresnel originale, exposée sur le port.
- Le pont suspendu de Lézardrieux, dernier pont sur le Trieux, bâti dans la première moitié du XIXe siècle.
- La chapelle Saint-Maudez du hameau de Kermouster (XVIIIe siècle) à quelques kilomètres.
- Le phare de Bodic.
- L'estuaire du Trieux avec ses nombreuses criques, rochers roses, plages et îlots (dont l'île à Bois et Roc'h ar Hon), planté de forêts de pins et arpenté de nombreux chemins de randonnée.

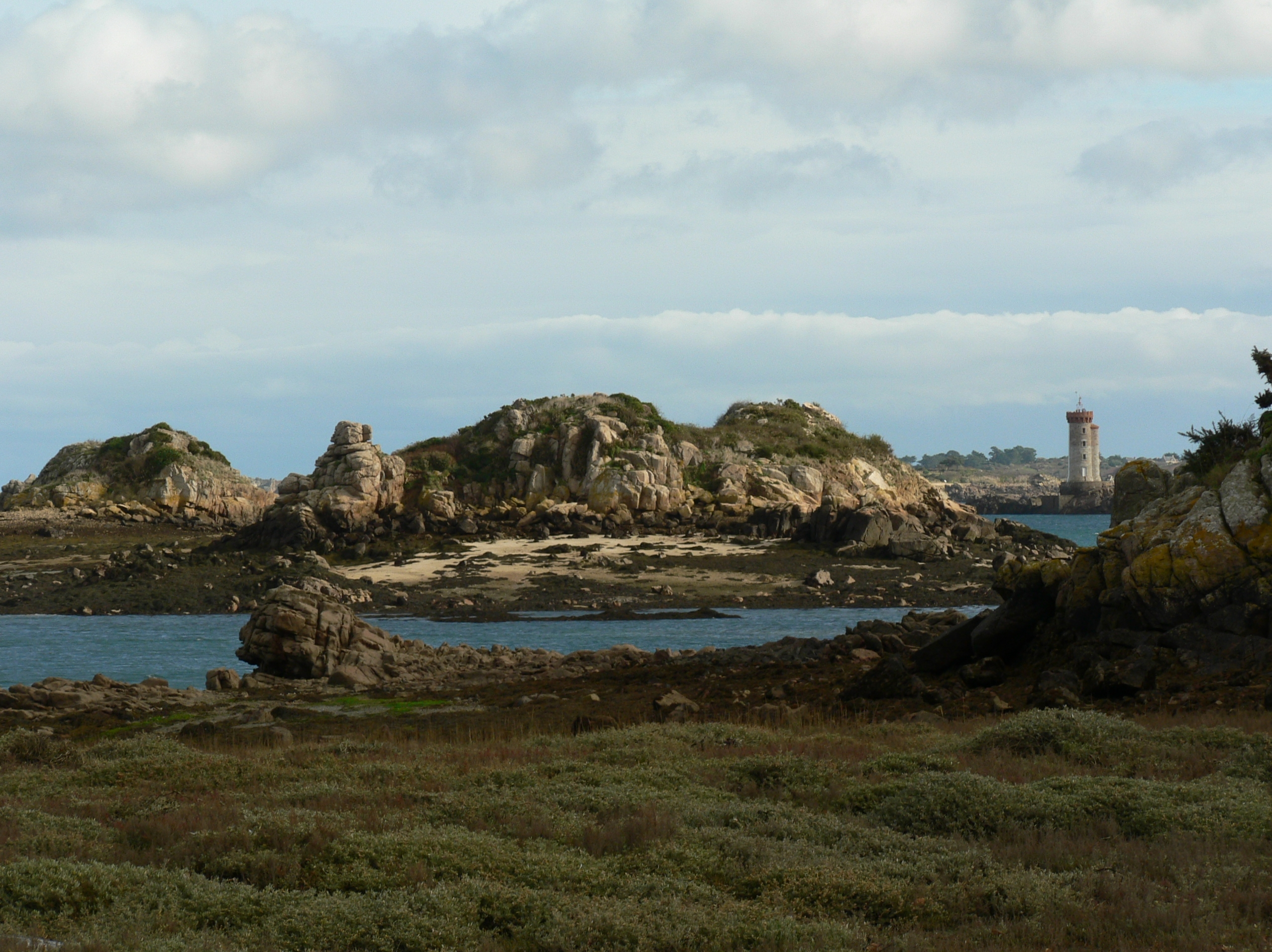
Vue prise de l'île à Bois dans l'estuaire du Trieux.
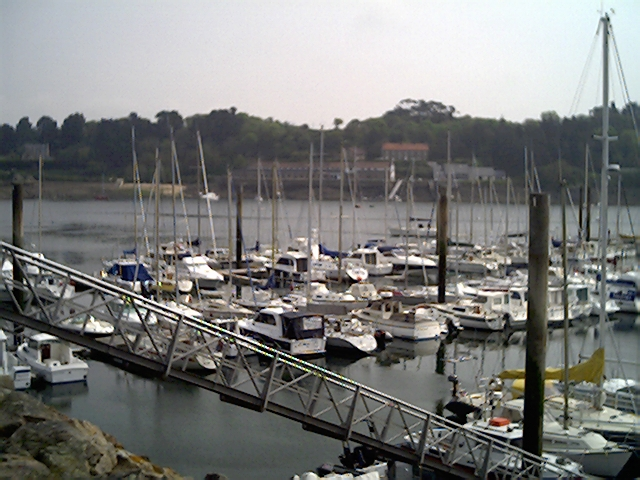
Le port en eau profonde sur le Trieux.
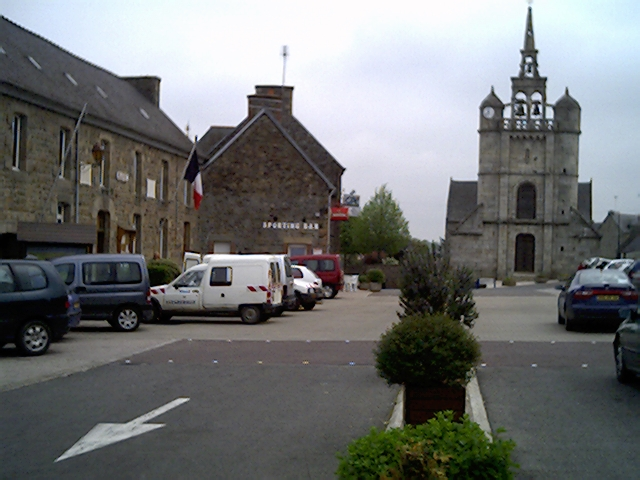
La mairie et l'église sur la place.
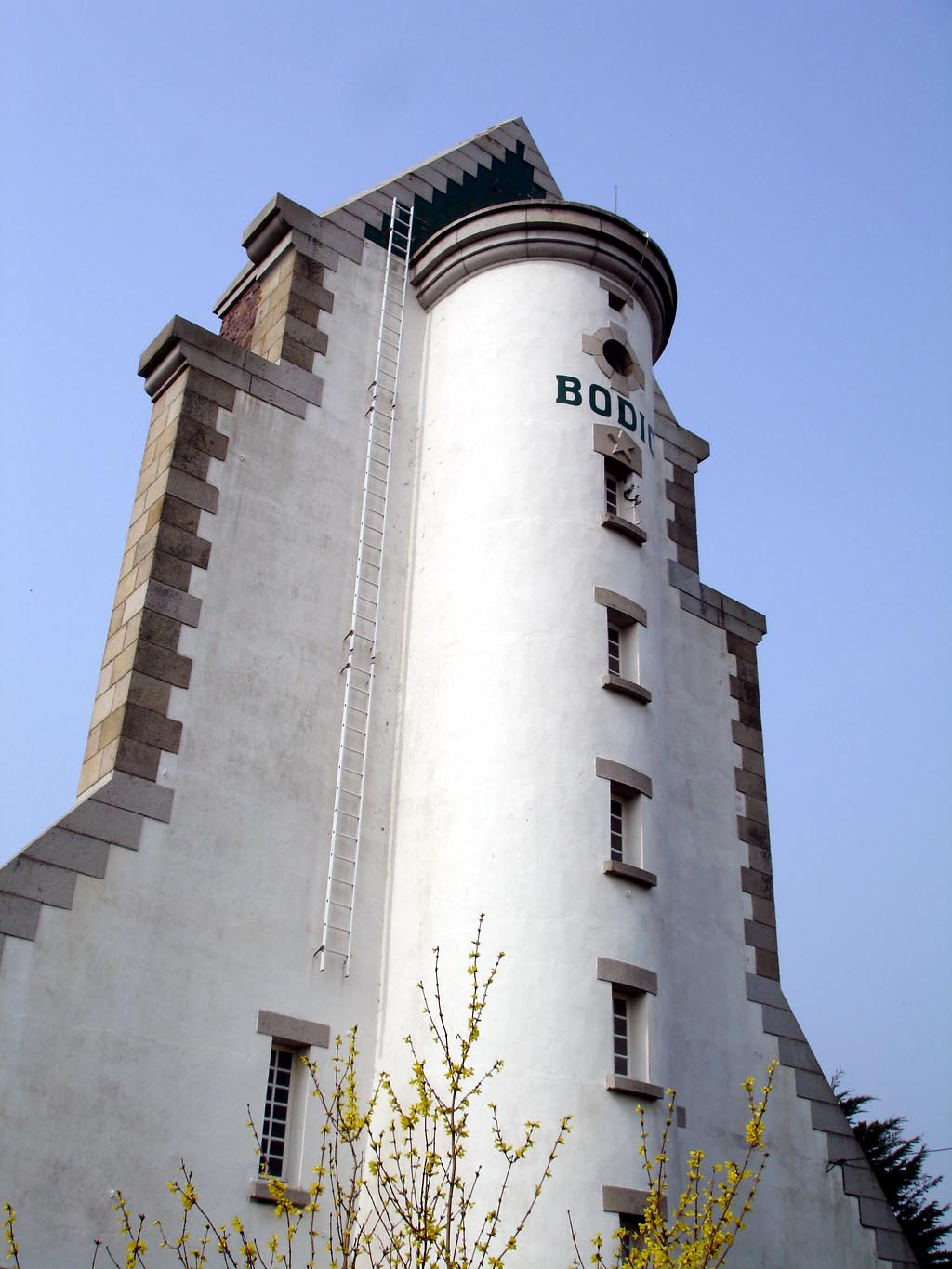
Le phare de Bodic.

## Tableaux

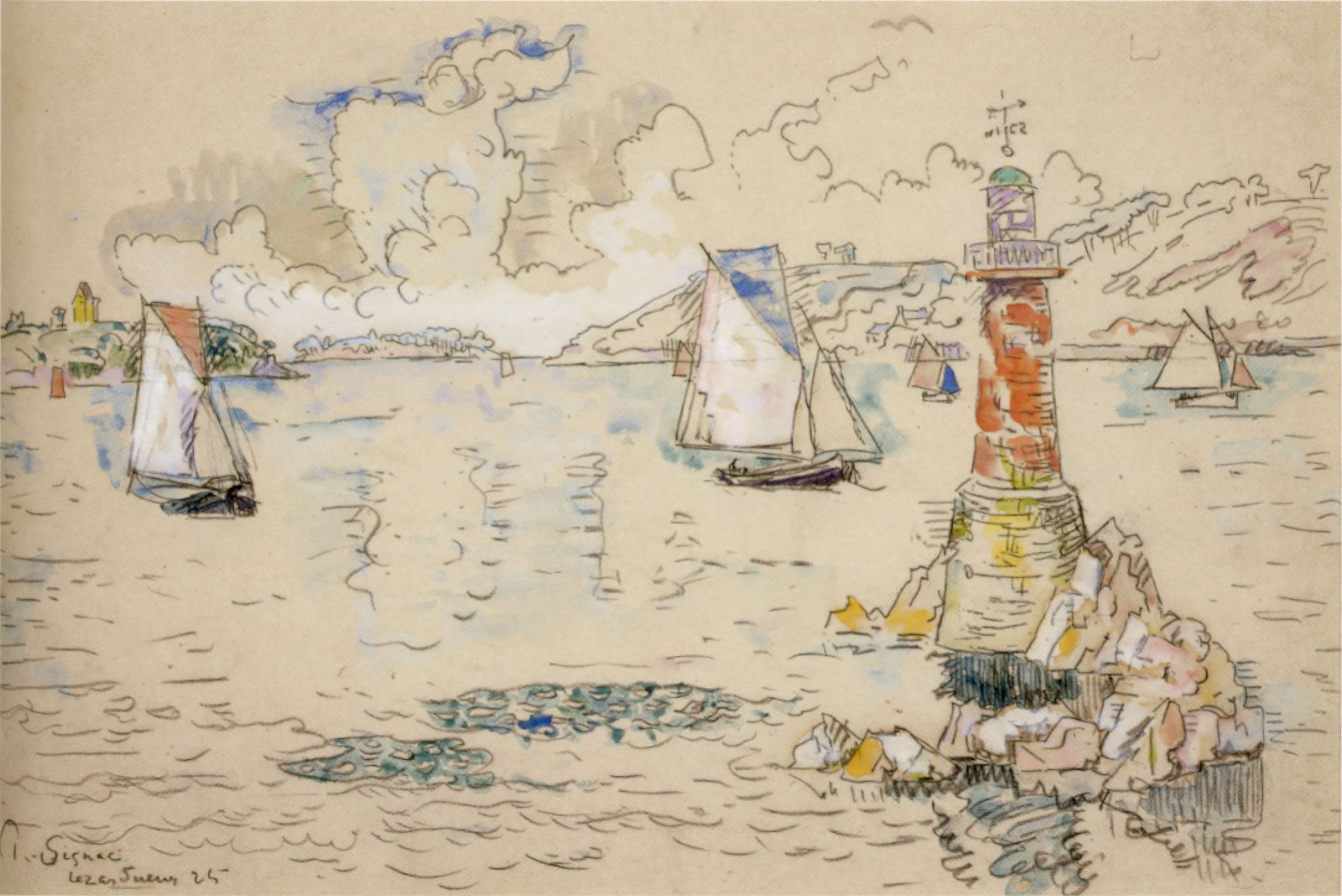
Paul Signac : Lézardrieux (1925, Honolulu Museum of Art).

- Paul Signac : Lézardrieux (1925, Honolulu Museum of Art).
- Maximilien Luce :
  - Kermouster, la plage, 1914, huile sur carton, Mantes-la-Jolie, musée de l'Hôtel-Dieu
  - L'Île à bois, Kermouster, Lézardrieux, 1914, huile sur toile, Giverny, musée des impressionnismes Giverny[36]
  - Kermouster, le chemin, non daté, huile sur toile, Mantes-la-Jolie, musée de l'Hôtel-Dieu
  - Kermouster, les trois barques, non daté, huile sur toile, Mantes-la-Jolie, musée de l'Hôtel-Dieu
  - Kermouster, la grève, non daté, huile sur toile, Collection Dominique Ledebt, en dépôt au musée des Impressionnismes Giverny[36]

## Personnalités liées à la commune
- Georges Brassens y posséda de 1971 à sa mort en 1981, la villa Kerflandry située sur les bords du Trieux tout à côté du port de plaisance. Il avait commencé à y apprendre le breton.
- Charles Gwennou, poète, y est né en 1851.
- Paul Le Flem, compositeur, né à Radon (Orne) en 1881, y a passé une partie de son enfance.
- Amélie Le Gall, cycliste de compétition française, y est née en 1872.

- Françoise Lescouarch et Luc Corlouër, Lézardrieux-Lanmodez Histoires, 2024, Éditions le Cormoran, 250 pages